# Liste der Deutschen Hallenmeister im 400-Meter-Lauf
Die Liste der Deutschen Hallenmeister im 400-Meter-Lauf enthält alle Leichtathleten und Leichtathletinnen, die den 400-Meter-Lauf bei Deutschen Leichtathletik-Hallenmeisterschaften gewannen.

## Männer
| Hallenmeister in der BRD                              | Hallenmeister in der DDR               |
| ----------------------------------------------------- | -------------------------------------- |
| 1954: Heinz Ulzheimer (Eintracht Frankfurt)           |                                        |
| 1955: Albert Radusch (Düsseldorfer SC 99)             |                                        |
| 1956: Jürgen Kühl (SuS Bergedorf)                     |                                        |
| 1957: Jürgen Kühl (SuS Bergedorf)                     |                                        |
| 1958: Albert Radusch (OSV Hörde)                      |                                        |
| 1959: Albert Radusch (OSV Hörde)                      |                                        |
| 1960: Manfred Kinder (OSV Hörde)                      |                                        |
| 1961: Manfred Kinder (OSV Hörde)                      |                                        |
| 1962: Manfred Kinder (Wuppertaler SV)                 |                                        |
| 1963: Willi Holdorf (SV Bayer 04 Leverkusen)          |                                        |
| 1964: Jörg Jüttner (VfL Wolfsburg)                    | Arthur Speer (SC Dynamo Berlin)        |
| 1965: Jörg Jüttner (VfL Wolfsburg)                    | Wolfgang Mettin (SC Dynamo Berlin)     |
| 1966: Jörg Jüttner (VfL Wolfsburg)                    | Hartmut Koch (SC Leipzig)              |
| 1967: Manfred Kinder (Wuppertaler SV)                 | Hartmut Koch (SC Leipzig)              |
| 1968: Manfred Kinder (Wuppertaler SV)                 | Hartmut Koch (SC Leipzig)              |
| 1969: Peter Bernreuther (DJK Würzburg)                | Hartmut Koch (SC Leipzig)              |
| 1970: Ingo Röper (USC Mainz)                          | Wolfgang Müller (ASK Vorwärts Potsdam) |
| 1971: Peter Bernreuther (DJK Würzburg)                | Peter Walther (SC Dynamo Berlin)       |
| 1972: Georg Nückles (Kehler FV)                       | Wolfgang Müller (ASK Vorwärts Potsdam) |
| 1973: Georg Nückles (Kehler FV)                       | Andreas Scheibe (SC Karl-Marx-Stadt)   |
| 1974: Hermann Köhler (TV Wattenscheid)                | Andreas Scheibe (SC Karl-Marx-Stadt)   |
| 1975: Bernd Herrmann (SV Bayer 04 Leverkusen)         | Volker Beck (SC Turbine Erfurt)        |
| 1976: Bernd Herrmann (SV Bayer 04 Leverkusen)         | Andreas Scheibe (SC Karl-Marx-Stadt)   |
| 1977: Bernd Herrmann (SV Bayer 04 Leverkusen)         | Hans-Ulrich Ludwig (SC Motor Jena)     |
| 1978: Franz-Peter Hofmeister (SV Bayer 04 Leverkusen) | Manfred Konow (SC Traktor Schwerin)    |
| 1979: Franz-Peter Hofmeister (SV Bayer 04 Leverkusen) | Frank Richter (SC DHfK Leipzig)        |
| 1980: Franz-Peter Hofmeister (SV Bayer 04 Leverkusen) | Volker Beck (SC Turbine Erfurt)        |
| 1981: Hartmut Weber (OSC Dortmund)                    | Andreas Knebel (SC Magdeburg)          |
| 1982: Uwe Wegner (SV Union Groß Ilsede)               | Volker Beck (SC Turbine Erfurt)        |
| 1983: Hartmut Weber (VfL Kamen)                       | Carlo Niestädt (TSC Berlin)            |
| 1984: Hartmut Weber (VfL Kamen)                       | Andreas Knebel (SC Magdeburg)          |
| 1985: Klaus Just (Salamander Kornwestheim)            | Thomas Schönlebe (SC Karl-Marx-Stadt)  |
| 1986: Klaus Just (Salamander Kornwestheim)            | Mathias Schersing (SC Chemie Halle)    |
| 1987: Mark Henrich (VfL Kamen)                        | Mathias Schersing (SC Chemie Halle)    |
| 1988: Mark Henrich (VfL Kamen)                        | Thomas Schönlebe (SC Karl-Marx-Stadt)  |
| 1989: Carsten Köhrbrück (LAC Halensee Berlin)         | Michael Schimmer (SC Dynamo Berlin)    |
| 1990: Carsten Köhrbrück (LAC Halensee Berlin)         | Jens Carlowitz (SC Karl-Marx-Stadt)    |
| Gesamtdeutsche Hallenmeister seit 1991                |                                        |
| 1991: Rico Lieder (SC Chemnitz)                       |                                        |
| 1992: Rico Lieder (SC Chemnitz)                       |                                        |
| 1993: Rico Lieder (SC Chemnitz)                       |                                        |
| 1994: Rico Lieder (SC Chemnitz)                       |                                        |
| 1995: Karsten Just (LAC Halensee Berlin)              |                                        |
| 1996: Julian Völkel (LG Bayer Leverkusen)             |                                        |
| 1997: Alexander Müller (LAC Halensee Berlin)          |                                        |
| 1998: Alexander Müller (LAC Halensee Berlin)          |                                        |
| 1999: Lars Figura (Werder Bremen)                     |                                        |
| 2000: Ingo Schultz (TSG Bergedorf)                    |                                        |
| 2001: Lars Figura (LG Olympia Dortmund)               |                                        |
| 2002: Bastian Swillims (TV Wattenscheid)              |                                        |
| 2003: Ruwen Faller (TuS Jena)                         |                                        |
| 2004: Simon Kirch (SV Saar 05 Saarbrücken)            |                                        |
| 2005: Sebastian Gatzka (LG Eintracht Frankfurt)       |                                        |
| 2006: Ruwen Faller (SC Magdeburg)                     |                                        |
| 2007: Bastian Swillims (TV Wattenscheid)              |                                        |
| 2008: Ingo Schultz (TSV Bayer 04 Leverkusen)          |                                        |
| 2009: Thomas Goller (TV Wattenscheid)                 |                                        |
| 2010: Bastian Swillims (TV Wattenscheid)              |                                        |
| 2011: Thomas Schneider (SC Potsdam)                   |                                        |
| 2012: Miguel Rigau (LT DSHS Köln)                     |                                        |
| 2013: Thomas Schneider (SC Magdeburg)                 |                                        |
| 2014: Eric Krüger (SC Magdeburg)                      |                                        |
| 2015: Alexander Gladitz (LG Hannover)                 |                                        |
| 2016: Eric Krüger (SC Magdeburg)                      |                                        |
| 2017: Marc Koch (SC Magdeburg)                        |                                        |
| 2018: Thomas Schneider (TSV Bayer Leverkusen)         |                                        |
| 2019: Torben Junker (LG Olympia Dortmund)             |                                        |
| 2020: Kevin Joite (Dresdner SC)                       |                                        |
| 2021: Henrik Krause (LG Olympia Dortmund)             |                                        |

## Frauen
| Hallenmeisterinnen in der BRD                       | Hallenmeisterinnen in der DDR            |
| --------------------------------------------------- | ---------------------------------------- |
| 1961: Helga Henning (Hannover 96)                   |                                          |
| 1962: Maria Jeibmann (Düsseldorfer Sport-Club 1899) |                                          |
| 1963: Helga Henning (Hannover 96)                   |                                          |
| 1964: Margarete Buscher (Preußen Münster)           | Hannelore Raepke (SC Chemie Halle)       |
| 1965: Uta Hemprich (1. FC Kaiserslautern)           | Gertrud Schmidt (SC Traktor Schwerin)    |
| 1966: Helga Henning (Hamburger SV)                  | Rita Kühne (SC Dynamo Berlin)            |
| 1967: Helga Henning (Hamburger SV)                  | Rita Kühne (SC Dynamo Berlin)            |
| 1968: Gisela Köpke (Meidericher SV)                 | Rita Kühne (SC Dynamo Berlin)            |
| 1969: Christel Frese (ASV Köln)                     | Rita Kühne (SC Dynamo Berlin)            |
| 1970: Christel Frese (ASV Köln)                     | Waltraud Dietsch (SC Magdeburg)          |
| 1971: Inge Bödding (LG Nord-West Hamburg)           | Rita Kühne (SC Dynamo Berlin)            |
| 1972: Christel Frese (ASV Köln)                     | Monika Zehrt (SC Dynamo Berlin)          |
| 1973: Christel Frese (ASV Köln)                     | Renate Siebach, geb. Marder (SC Leipzig) |
| 1974: Erika Weinstein (TuS 04 Leverkusen)           | Brigitte Rohde (SC Neubrandenburg)       |
| 1975: Elke Barth (TSV Bayer Dormagen)               | Marita Koch (SC Empor Rostock)           |
| 1976: Rita Wilden (TuS 04 Leverkusen)               | Doris Maletzki (SC Dynamo Berlin)        |
| 1977: Elke Decker (TuS 04 Leverkusen)               | Marita Koch (SC Empor Rostock)           |
| 1978: Dagmar Fuhrmann (LG Frankfurt)                | Margit Kröning (SC Traktor Schwerin)     |
| 1979: Gaby Bußmann (ASV Köln)                       | Barbara Krug (SC DHfK Leipzig)           |
| 1980: Elke Decker (LG Bayer Leverkusen)             | Ellen Streidt (ASK Vorwärts Potsdam)     |
| 1981: Gaby Bußmann (ASV Köln)                       | Dagmar Rübsam (SC Turbine Erfurt)        |
| 1982: Gaby Bußmann (LG Ahlen-Hamm)                  | Dagmar Rübsam (SC Turbine Erfurt)        |
| 1983: Mary Wagner (TSV Göggingen)                   | Kirsten Siemon (SC Empor Rostock)        |
| 1984: Christina Sussiek (LG Bayer Leverkusen)       | Sabine Busch (SC Turbine Erfurt)         |
| 1985: Gisela Kinzel (SC Eintracht Hamm)             | Sabine Busch (SC Turbine Erfurt)         |
| 1986: Ute Thimm, geb. Finger (TV Wattenscheid)      | Petra Müller (SC Chemie Halle)           |
| 1987: Helga Arendt (SC Eintracht Hamm)              | Sabine Busch (SC Turbine Erfurt)         |
| 1988: Helga Arendt (SC Eintracht Hamm)              | Petra Müller (SC Chemie Halle)           |
| 1989: Helga Arendt (SC Eintracht Hamm)              | Katrin Schreiter (SC Turbine Erfurt)     |
| 1990: Linda Kisabaka (LG Bayer Leverkusen)          | Katrin Schreiter (SC Turbine Erfurt)     |
| Gesamtdeutsche Hallenmeisterinnen seit 1991         |                                          |
| 1991: Sandra Seuser (SC Charlottenburg)             |                                          |
| 1992: Uta Rohländer (SV Halle)                      |                                          |
| 1993: Karin Janke (VfL Wolfsburg)                   |                                          |
| 1994: Heike Meißner (Dresdner SC)                   |                                          |
| 1995: Linda Kisabaka (LG Bayer Leverkusen)          |                                          |
| 1996: Grit Breuer (LT 85 Hannover)                  |                                          |
| 1997: Grit Breuer (OSC Berlin)                      |                                          |
| 1998: Grit Breuer (SC Magdeburg)                    |                                          |
| 1999: Grit Breuer (SC Magdeburg)                    |                                          |
| 2000: Anja Rücker (TuS Jena)                        |                                          |
| 2001: Shanta Ghosh (LC Rehlingen)                   |                                          |
| 2002: Grit Breuer (SC Magdeburg)                    |                                          |
| 2003: Grit Breuer (SC Magdeburg)                    |                                          |
| 2004: Claudia Marx (LG Nike Berlin)                 |                                          |
| 2005: Claudia Marx (LG Nike Berlin)                 |                                          |
| 2006: Claudia Hoffmann (SC Potsdam)                 |                                          |
| 2007: Claudia Hoffmann (SC Potsdam)                 |                                          |
| 2008: Claudia Marx (Erfurter LAC)                   |                                          |
| 2009: Claudia Hoffmann (SC Potsdam)                 |                                          |
| 2010: Wiebke Ullmann (TSV Bayer 04 Leverkusen)      |                                          |
| 2011: Janin Lindenberg (SC Magdeburg)               |                                          |
| 2012: Esther Cremer (TV Wattenscheid)               |                                          |
| 2013: Julia Förster (TSV Bayer 04 Leverkusen)       |                                          |
| 2014: Esther Cremer (TV Wattenscheid)               |                                          |
| 2015: Ruth Sophia Spelmeyer (VfL Oldenburg)         |                                          |
| 2016: Lara Hoffmann (LT DSHS Köln)                  |                                          |
| 2017: Lara Hoffmann (LT DSHS Köln)                  |                                          |
| 2018: Nadine Gonska (MTG Mannheim)                  |                                          |
| 2019: Nadine Gonska (MTG Mannheim)                  |                                          |
| 2020: Corinna Schwab (LG Telis Finanz Regensburg)   |                                          |
| 2021: Corinna Schwab (LAC Erdgas Chemnitz)          |                                          |